# Dilinosa
Dilinosa là một chi bọ cánh cứng trong họ Chrysomelidae.
Chi này được Weise miêu tả khoa học năm 1906.

## Các loài
Các loài trong chi này gồm:
- Dilinosa acutipennis Laboissiere, 1922
- Dilinosa fallax Weise, 1906